# Fructuoso Rivera
José Fructuoso Rivera (Durazno, 17 de outubro de 1784 — Melo, 13 de janeiro de 1854), conhecido informalmente como Don Frutos, foi um militar e político uruguaio.

## Carreira
Combateu os portugueses na Guerra contra Artigas, sendo derrotado em 19 de novembro de 1816 pela vanguarda da tropa de Carlos Federico Lecor, comandada pelo general Araújo Correia. Após a conquista do Uruguai, ao contrário de Artigas, permaneceu no país, sendo incorporado à tropa portuguesa no posto de coronel e no comando de um regimento local.
Favorável à união do Uruguai com o Brasil, ao invés da Argentina, foi promovido e nomeado cavaleiro da Imperial Ordem do Cruzeiro, em 1823.
Líder do Partido Colorado (Uruguai), foi destacado para combater uma revolta independentista, porém uniu-se no Abraço de Monzon a Juan Antonio Lavalleja como segundo chefe do exército libertador (Trinta e Três Orientais).
Foi derrotado por Bento Manuel Ribeiro em Coquimbo em 4 de setembro de 1825. Três semanas depois, porém, derrotou as tropas de José Luís Mena Barreto e Jerônimo Gomes Jardim. Foi nomeado general de divisão pela vitória na Batalha de Sarandi, onde derrotou as tropas de Bento Gonçalves. Depois da independência do Uruguai, abandonou o exército por suas diferenças com Lavalleja.
Foi o primeiro presidente constitucional do Uruguai (Constituição de 1830). Derrotou a oposição de Lavalleja numa guerra civil que durou de 1832 a 1834.
Seu enfrentamento com o fundador do Partido Blanco, Manuel Oribe, que tinha sido seu ministro e cuja subida ao poder tinha apoiado em 1835, provocou uma nova guerra civil. Em 1836 Rivera chefiou uma revolta contra o regime pró-argentino de Oribe, foi perseguido e exilou-se no Brasil junto a outros sectários, como Lavalleja. Por ser amigo de Bento Manuel Ribeiro, conseguiu seu apoio para retornar ao Uruguai. Lá chegando reorganizou seu exército e após quase dois anos de lutas ocupou Montevidéu (1838). Oribe renunciou à presidência em 20 de outubro de 1838 e se refugiou em Buenos Aires. A vitória do colorados levou à queda do poder de Oribe e a uma nova posse de Rivera em 1839, sua segunda presidência. Durante esse período, auxiliou os republicanos riograndenses que lutavam na Revolução Farroupilha.
Oribe se aliou ao ditador argentino Juan Manuel de Rosas, que forneceu um exército a Oribe e aos blancos para a retomada do poder. Isto fez com que Rivera sofresse sucessivas derrotas, como na batalha de Arroio Grande, em 6 de dezembro de 1842. Depois levou a batalha para as províncias rebeldes da Argentina, onde finalmente foi derrotado perto de Índia Morta, em 27 de março de 1843. Novamente refugiou-se no Brasil e auxiliou os farroupilhas com uma tropa de 400 homens sob comando de Baldomero Sotelo, logo rendida pelas tropas do Duque de Caxias. Também se ofereceu como intermediário para as negociações de paz com os rebeldes, mas foi rechaçado.
Tentou várias vezes retornar ao Uruguai, conseguindo finalmente em 6 de abril de 1846 desembarcar em Montevidéu e promover uma revolta. Após algumas batalhas foi derrotado e depois preso, sendo exilado para o Brasil em 11 de novembro de 1847.
Finalizada a Guerra Grande, como foi chamado esse conflito, formou-se um triunvirato em 1853, composto por Rivera, Juan Antonio Lavalleja e Venancio Flores, mas Rivera acabou morrendo antes da posse, durante sua viagem de retorno.

## Fonte de referência
- SILVA, Alfredo P.M. Os Generais do Exército Brasileiro, 1822 a 1889, M. Orosco & Co., Rio de Janeiro, 1906, vol. 1, 949 pp.